# Беленья
Беленья (ісп. Beleña) — муніципалітет в Іспанії, у складі автономної спільноти Кастилія-і-Леон, у провінції Саламанка. Населення — 208 осіб (2010).
Муніципалітет розташований на відстані близько 170 км на захід від Мадрида, 24 км на південь від Саламанки.
На території муніципалітету розташовані такі населені пункти: (дані про населення за 2010 рік)
- Беленья: 205 осіб
- Матасека: 0 осіб
- Ла-Матілья: 3 особи
- Санчотуерто: 0 осіб
- Саягенте: 0 осіб

## Демографія
Динаміка населення (INE ):

## Зовнішні посилання
- Провінційна рада Саламанки: індекс муніципалітетів [Архівовано 23 квітня 2009 у Wayback Machine.]
- Посилання на Google Maps